# Nikkita Holder
Nikkita Holder (* 7. Mai 1987 in East York) ist eine ehemalige kanadische Leichtathletin, die sich auf den 100-Meter-Hürdenlauf spezialisiert hat.

## Sportliche Laufbahn
Erste internationale Erfahrungen sammelte Nikkita Holder im Jahr 2003, als sie bei den Jugendweltmeisterschaften im heimischen Sherbrooke mit 13,93 s im Halbfinale über 100 m Hürden ausschied. 2005 belegte sie bei den Panamerikanischen Juniorenmeisterschaften in Windsor in 13,78 s den siebten Platz und im Jahr darauf schied sie bei den Juniorenweltmeisterschaften in Peking mit 13,94 s im Semifinale aus. Sie absolvierte bis 2010 ein Studium an der University of Illinois in den Vereinigten Staaten und 2011 erreichte sie bei den Weltmeisterschaften in Daegu das Finale, in dem sie in 12,93 s den sechsten Platz belegte. Im Jahr darauf gelangte sie bei den Hallenweltmeisterschaften in Istanbul mit 8,09 s ebenfalls auf den sechsten Platz über 60 m Hürden und im August schied sie bei den Olympischen Sommerspielen in London mit 12,93 s im Halbfinale aus. 2015 gewann sie bei den Panamerikanischen Spielen in Toronto in 12,85 s die Bronzemedaille hinter den US-Amerikanerinnen Queen Harrison und Tenaya Jones, ehe sie bei den Weltmeisterschaften in Peking mit 13,00 s im Halbfinale ausschied. Im Jahr darauf erreichte sie bei den Olympischen Sommerspielen in Rio de Janeiro das Semifinale und wurde dort wegen fehlerhaftem Überqueren der Hürden disqualifiziert. 2017 bestritt sie ihre letzte Wettkampfsaison und beendete daraufhin ihre aktive sportliche Karriere im Alter von 30 Jahren.

## Persönliche Bestzeiten
- 100 m Hürden: 12,80 s (+0,7 m/s), 30. Juni 2012 in Calgary
  - 60 m Hürden (Halle): 8,00 s, 14. Februar 2012 in Liévin

## Privates
Nikkita Holder ist mit dem kanadische Sprinter Justyn Warner verheiratet und hat mit ihm ein gemeinsames Kind.